# Formatie van Hellevoetsluis
De Formatie van Hellevoetsluis is een geologische formatie in de diepe ondergrond van het westen van Nederland. De formatie komt uit het late Carboon en bestaat voornamelijk uit een afwisseling van lagen zandsteen en kleisteen. In het westen van Nederland bevindt de formatie zich op een diepte tussen de drie en vier kilometer. De Formatie van Hellevoetsluis is in de stratigrafische indeling een onderdeel van de Dinkel Subgroep en de Limburg Groep. De formatie is genoemd naar de plaats Hellevoetsluis op het Zuid-Hollandse eiland Voorne-Putten.

## Beschrijving
De Formatie van Hellevoetsluis bestaat uit een afwisseling van lichtgekleurde zandsteen en grijzige tot bruinige, siltige tot zandige, kalkhoudende kleisteen. In de kleisteenlagen komen soms lagen steenkool voor.
De formatie werd gevormd in een overstromingsvlakte. De zandsteenlagen zijn geulopvullingen en beddingen van vlechtende rivieren, of het zijn crevasse-afzettingen. De kleisteenlagen zijn komafzettingen, gevormd bij overstromingen. In enkele gevallen lag in de lagere delen van de komgronden een moeras, waarvan de steenkool een overblijfsel is. Tektonische bewegingen onder invloed van de Hercynische orogenese zorgden er aan het einde van het Carboon voor dat het huidige Nederland droger werd en hoger kwam te liggen. 

## Stratigrafie
De Formatie van Hellevoetsluis is qua ouderdom onderdeel van het Moscovien en het Westfalien C en D. Dit betekent dat de formatie rond de 310 miljoen jaar geleden afgezet is. In de typelocatie - een boring bij Hellevoetsluis - is de formatie iets meer dan 250 meter dik. In andere boringen in Zuid-Holland is dit rond de 100 meter, maar de dikte kan plaatselijk oplopen tot meer dan 400 meter.
In het oosten van Nederland komt de Formatie van Tubbergen voor die een vergelijkbare ouderdom heeft. De twee formaties worden geacht ongeveer in de provincie Utrecht in elkaar over te gaan. De Formatie van Tubbergen ligt meestal bovenop de iets oudere Formatie van Maurits, die veel minder zandlagen bevat. De Formatie van Hellevoetsluis wordt afgedekt door dikke kleilagen van de Formatie van Strijen.